# 第一次辺境伯戦争

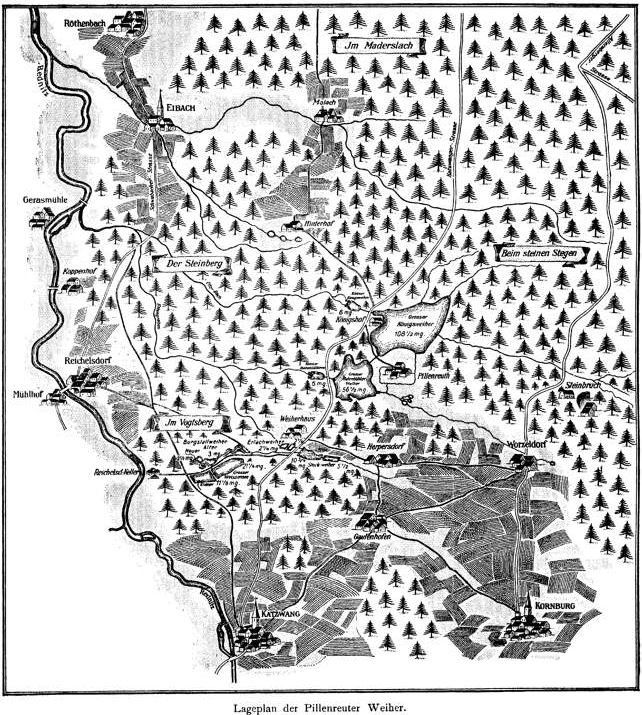
ピレンロイトの司教領、1450年頃の様子

第一次辺境伯戦争（Erste Markgrafenkrieg）は、「フランケン公」創設を企図し、同地方を蚕食し始めたブランデンブルク＝アンスバッハ辺境伯アルブレヒト・アヒレスに対して、帝国自由都市ニュルンベルクが抵抗し、1449年から1450年に行われた戦争。
この戦争では、フランケン地方の多くの町や集落が甚大な損害を被った。
アルブレヒトは、1449年8月13日にリヒテナウ要塞に立て籠もったニュルンベルク軍を下したが、1450年3月11日にピレンロイトの池の畔で敗れた。この戦争は、1450年6月22日にバンベルクで平和協定が締結され、終結した。アルブレヒト・アヒレスは、すべての占領地をニュルンベルク市に返還しなければならなかった。